# Leandra camporum
Leandra camporum är en tvåhjärtbladig växtart som beskrevs av Alexander Curt Brade. Leandra camporum ingår i släktet Leandra och familjen Melastomataceae. Inga underarter finns listade i Catalogue of Life.